# Klemencie Uherská
Klemencie Uherská (italsky Clemenza d'Ungheria, francouzsky Clémence de Hongrie, 1293 Neapol – 12. října 1328 Paříž) byla francouzská a navarrská královna, druhá manželka francouzského krále Ludvíka X. V jejím vlastnictví bylo více než čtyřicet rukopisů.

## Život

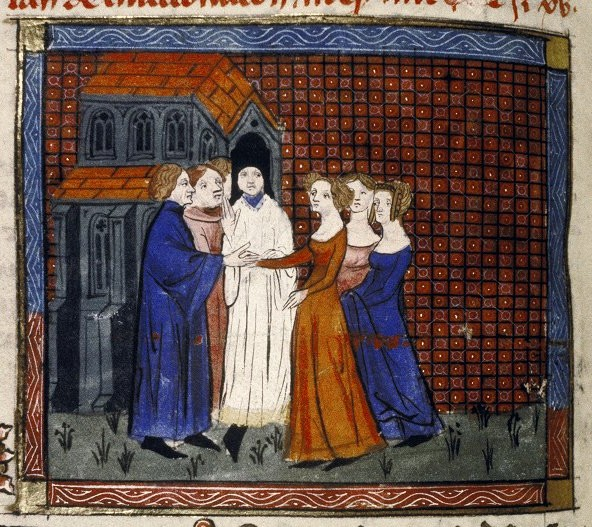
Svatební ceremoniál (středověká iluminace)

Klemencie se narodila jako třetí potomek salernského prince Karla Martela a jeho manželky Klemencie, dcery římského krále Rudolfa Habsburského. Již v dětství osiřela a na její výchově se podílela otcova matka, královna Marie.
Budoucí Klemenciin manžel Ludvík X. se stal francouzským králem po smrti svého otce Filipa IV. roku 1314. Ludvíkova první manželka Markéta Burgundská byla v té době pro nevěru ve vězení na hradě Gaillard, zemřela však hned na jaře roku 1315. Ovdovělý král se mohl začít rozhlížet po vhodné nevěstě. Rozhodl se pro Klemencii, která byla dle svědectví současníků krásná žena.[zdroj?] Svatba se uskutečnila 31. července a korunovace 3. srpna 1315 v Remeši. Manželství bylo krátké, neboť Ludvík X. náhle zemřel 5. června 1316 ve Vincennes. Údajně se silně uhřál při míčové hře a při chlazení ve sklepě vypil velké množství studeného vína; následovala horečka, jíž král podlehl.
Klemencie byla v době manželovy smrti těhotná. Pokud by se narodil chlapec, byl by podle francouzského nástupnického práva následníkem trůnu. Regentem se stal bratr mrtvého Filip, který měl tuto funkci zastávat i po dobu nezletilosti případného následníka. V noci ze 13. na 14. listopadu se Klemencii narodil syn, který dostal jméno Jan, avšak již po pěti dnech zemřel. Královna vdova opustila královský dvůr a odešla na jih. Roku 1318 vstoupila do dominikánského kláštera v Aix-en-Provence. Do Paříže se vrátila roku 1321. Zemřela ve věku třiceti pěti let a byla pohřbena v jakobínském klášteře. 
V současnosti jsou její ostatky i náhrobek v královské nekropoli v bazilice Saint-Denis.